# Brigitta Heemann
Brigitta Doris Heemann (* 18. August 1949 in Helmstedt) ist eine deutsche Politikerin und ehemalige Landtagsabgeordnete (SPD).

## Leben und Beruf
Nach dem Besuch der Volksschule und des Gymnasiums mit dem Abschluss Abitur absolvierte sie eine kaufmännische Ausbildung. Anschließend war sie Beamtenanwärterin und nach Abschluss dieser Ausbildung Finanzbeamtin.
Mitglied der SPD ist Heemann seit 1972. Sie war und ist in zahlreichen Gremien der SPD vertreten, so z. B. von 1984 bis 1999 Vorsitzende des Unterbezirksvorstandes der Arbeitsgemeinschaft Sozialdemokratischer Frauen. Außerdem ist sie Mitglied der Arbeiterwohlfahrt.

## Abgeordnete
Vom 30. Mai 1985 bis zum 30. Mai 1990, vom 1. Mai 1991 bis zum 31. Mai 1995, vom 28. April 1998 bis zum 1. Juni 2000 und vom 25. Januar 2005 bis zum 2. Juni 2005 war Heemann Mitglied des Landtags des Landes Nordrhein-Westfalen. Sie wurde in der zehnten Wahlperiode im Wahlkreis 140 Soest I direkt gewählt. In der elften, zwölften und dreizehnten Wahlperiode rückte sie jeweils über die Reserveliste ihrer Partei nach.
Von 1975 bis 1985 war sie Mitglied des Stadtrates der Stadt Soest und von 1989 bis 2004 Mitglied des Kreistages des Kreises Soest.

## Ehrungen
Für ihre Verdienste durch ihr langjähriges Engagement vor allem im kommunalpolitischen Bereich wurde sie am 22. Juli 2009 mit dem Verdienstkreuz am Bande der Bundesrepublik Deutschland ausgezeichnet.